# فلچینگ، ساسکس شرقی
فلچینگ (به انگلیسی: Fletching) یک روستا و محله مدنی در بریتانیا است که در Wealden واقع شده‌است. فلچینگ ۲۵٫۷ کیلومتر مربع مساحت و ۱٬۰۶۴ نفر جمعیت دارد.